# Slavnosti královny Elišky
Slavnosti královny Elišky jsou historické slavnosti, které se v Hradci Králové na počest královny Elišky Rejčky konají od roku 2002. V roce 2011 se konaly 2. - 3. září. Jejich součástí je pravidelně středověký jarmark, příjezd postavy ztvárňující královnu Elišku a ohňostroj.